# Porhydrus obliquesignatus
Porhydrus obliquesignatus is een keversoort uit de familie waterroofkevers (Dytiscidae). De wetenschappelijke naam van de soort is voor het eerst geldig gepubliceerd in 1852 door Bielz.